# Söngvakeppnin 2018
Der 28. Söngvakeppnin 2018 fand vom 10. Februar 2018 bis zum 3. März 2018 statt. Er war der isländische Vorentscheid zum Eurovision Song Contest 2018 in Lissabon (Portugal). Als Sieger des Wettbewerbs ging Ari Ólafsson mit dem in englischer Sprache gesungenen Lied Our Choice hervor.

## Format

### Konzept
Die Show besteht aus drei Sendungen: zwei Halbfinals und einem Finale. Sechs Teilnehmer treten jeweils mit ihren Liedern gegeneinander im Halbfinale an. Diese müssen alle auf Isländisch präsentiert werden. Davon qualifizieren jeweils drei für das Finale, was ausschließlich vom Televoting entschieden wird. Außerdem wird nach den beiden Halbfinalen noch eine Wildcard ausgewählt. Diese wird intern vom Fernsehsender bestimmt und kommt aus einem der beiden Halbfinals. Im Finale treten dann die sechs Qualifikanten aus den jeweils beiden Halbfinalen gegeneinander an. Dort dürfen die Interpreten dann selbst entscheiden, ob sie auf Isländisch oder Englisch singen. Welche zwei von den Finalisten ins Goldene Finale kommen, entscheidet zu 50 % das Televoting und zu 50 % eine Jury. Im Goldenen Finale treten dann zwei Teilnehmer gegeneinander an. Das Ergebnis wird, wie in den Halbfinalen schon, zu 100 % vom Televoting entscheiden. Derjenige, der die meisten Stimmen erhält, gewinnt den Vorentscheid und wird Island beim Eurovision Song Contest 2018 in Lissabon präsentieren.

### Beitragswahl
Vom 6. September bis zum 20. Oktober 2017 konnten interessierte Künstler ihren Beitrag beim Fernsehsender einreichen. Die zwölf Teilnehmer wurden von einer Jury bestimmt.

## Teilnehmer
Am 19. Januar 2018 stellte der isländische Sender RÚV alle zwölf Teilnehmer offiziell vor. Unter ihnen befanden sich einige zurückkehrende Teilnehmer. Aron Hannes nahm erst 2017 am Söngvakeppnin teil. Auch Rakel Pálsdóttir nahm bereits 2015 als Mitglied der Band Hinemoa teil und 2017 zusammen mit Arnar Jónsson als Duo. Stefanía Svavarsdóttir nahm bereits 2013 zusammen mit Jógvan Hansen teil und 2015 als Solosängerin. Fast alle Lieder wurden in einer englischen und isländischen Version eingereicht, die sich allerdings textlich unterscheiden. Einzig und allein die Band Heimilistónar reichten keine englische Version ihres Liedes ein.

## Halbfinale

### Erstes Halbfinale
Das erste Halbfinale fand am 10. Februar 2018, 19:30 Uhr (UTC) statt. Dort traten sechs Teilnehmer gegeneinander an. Die drei Teilnehmer mit den meisten Stimmen vom Televoting qualifizierten sich für das Finale.
| Platz | Startnr. | Interpret             | Lied Musik (M) und Text (T) | Sprache    | Übersetzung (Inoffiziell) |
| ----- | -------- | --------------------- | --- | ---------- | ------------------------- |
| 1.    | 3        | Ari Ólafsson          | Heim M/T: Þórunn Erna Clausen | Isländisch | Zuhause                   |
| 2.    | 4        | Heimilistónar         | Kúst og fæjó M/T: Ólafía Hrönn Jónsdóttir, Elva Ósk Ólafsdóttir, Katla Margrét Þorgeirsdóttir, Vigdís Gunnarsdóttir                                 | Isländisch | Besen und Kehrschaufel    |
| 3.    | 5        | Fókus hópurinn        | Aldrei gefast upp M: Sigurjón Örn Böðvarsson, Rósa Björg Ómarsdóttir, Michael James Down, Primoz Poglajen; T: Þórunn Erna Clausen, Jonas Gladnikoff | Isländisch | Gib niemals auf           |
| 4.    | 6        | Guðmundur Þórarinsson | Litir M/T: Fannar Freyr Magnússon, Guðmundur Þórarinsson                                                                                            | Isländisch | Farben                    |
| 5.    | 1        | Þórunn Antonía        | Ég mun skína M: Þórunn Antonía Magnúsdóttir, Agnar Friðbertsson; T: Þórunn Antonía Magnúsdóttir                                                     | Isländisch | Ich werde leuchten        |
| 6.    | 2        | Tómas & Sólborg       | Ég og þú M: Tómas Helgi Wehmeier, Sólborg Guðbrandsdóttir, Rob Price; T: Davíð Guðbrandsson                                                         | Isländisch | Du und ich                |

 Kandidat hat sich für das Finale qualifiziert.

### Zweites Halbfinale
Das zweite Halbfinale fand am 17. Februar 2018, 19:30 Uhr (UTC) statt. Dort traten sechs Teilnehmer gegeneinander an. Die drei Teilnehmer mit den meisten Stimmen vom Televoting qualifizierten sich für das Finale.
| Platz | Startnr. | Interpret              | Lied Musik (M) und Text (T)                                                             | Sprache    | Übersetzung (Inoffiziell) |
| ----- | -------- | ---------------------- | --------------------------------------------------------------------------------------- | ---------- | ------------------------- |
| 1.    | 5        | Dagur Sigurðsson       | Í stormi M: Júlí Heiðar Halldórsson; T: Júlí Heiðar Halldórsson, Þórunn Erna Clausen    | Isländisch | In einem Sturm            |
| 2.    | 1        | Aron Hannes            | Golddigger M: Sveinn Rúnar Sigurðsson, Jóel Ísaksson, Oskar Nyman; T: Valgeir Magnússon | Isländisch | –                         |
| 3.    | 6        | Áttan                  | Hér með þér M/T: Egill Ploder Ottósson, Nökkvi Fjalar Orrason                           | Isländisch | Hier mit dir              |
| 4.    | 4        | Þórir & Gyða           | Brosa M/T: Fannar Freyr Magnússon, Guðmundur Þórarinson                                 | Isländisch | Lächeln                   |
| 5.    | 3        | Stefanía Svavarsdóttir | Svaka stuð M/T: Agnes Marinósdóttir, Aron Þór Arnarsson, Marino Breki Benjamínsson      | Isländisch | Schwacher Schock          |
| 6.    | 2        | Rakel Pálsdóttir       | Óskin mín M/T: Hallgrímur Bergsson                                                      | Isländisch | Mein Wunsch               |

 Kandidat hat sich für das Finale qualifiziert.

## Finale

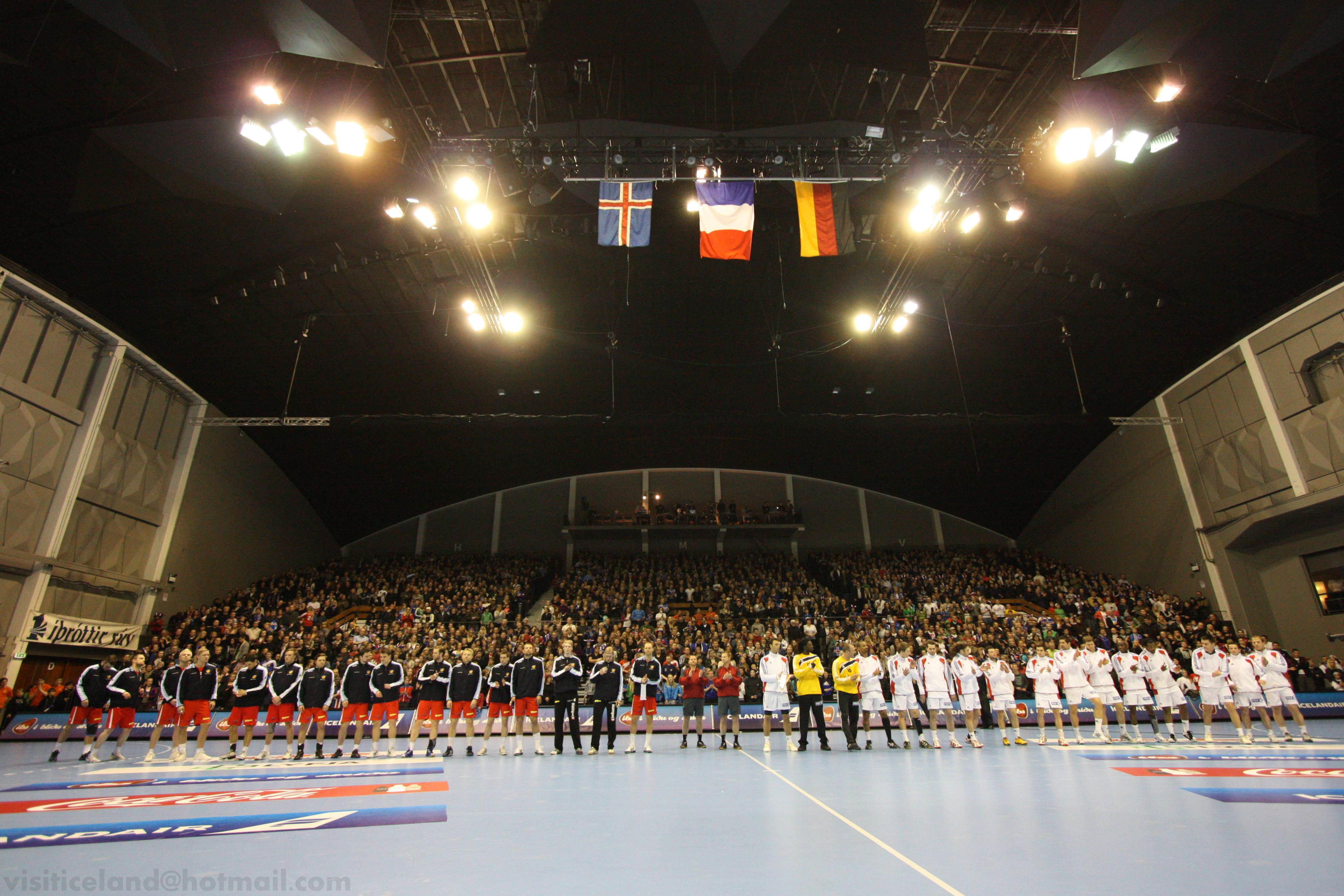
Laugardalshöllin

Das Finale fand am 3. März 2018, 19:30 Uhr (UTC) in Laugardalshöllin in Reykjavík statt. Hier traten sechs Teilnehmer gegeneinander an, die sich aus den Halbfinals für das Finale qualifiziert haben. Nach dem alle sechs Teilnehmer aufgetreten sind entscheidet eine Jury und das Televoting zu 50 % jeweils die zwei Superfinalisten. Im Superfinale traten zwei Teilnehmer gegeneinander an. Der Sieger wurde dabei zu 100 % durch das Televoting entschieden und wird damit Island beim Eurovision Song Contest 2018 vertreten.
Die Sendung wurde durch Robin Bengtsson eröffnet, der Schweden beim Eurovision Song Contest 2017 vertrat. Während der Abstimmungsphase trat Emmelie de Forest auf, die für Dänemark den Eurovision Song Contest 2013 gewinnen konnte. Außerdem trat die Siegerin des Söngvakeppnin 2017 und Vertreterin Islands beim Eurovision Song Contest 2017, Svala, als Pausenfüller im Finale auftreten.
| Platz | Startnr. | Interpret        | Lied Musik (M) und Text (T) | Sprache    | Übersetzung (Inoffiziell) | Stimmen | Stimmen   | Stimmen |
| Platz | Startnr. | Interpret        | Lied Musik (M) und Text (T) | Sprache    | Übersetzung (Inoffiziell) | Jury    | Zuschauer | Gesamt  |
| ----- | -------- | ---------------- | --- | ---------- | ------------------------- | ------- | --------- | ------- |
| 1.    | 6        | Dagur Sigurðsson | Í stormi M: Júlí Heiðar Halldórsson; T: Júlí Heiðar Halldórsson, Þórunn Erna Clausen                                                         | Isländisch | In einem Sturm            | 24.547  | 20.183    | 44.730  |
| 2.    | 3        | Ari Ólafsson     | Our Choice M/T: Þórunn Erna Clausen | Englisch   | Unsere Wahl               | 18.408  | 17.453    | 35.861  |
| 3.    | 4        | Heimilistónar    | Kúst og fæjó M/T: Ólafía Hrönn Jónsdóttir, Elva Ósk Ólafsdóttir, Katla Margrét Þorgeirsdóttir, Vigdís Gunnarsdóttir                          | Isländisch | Besen und Kehrschaufel    | 17.619  | 14.183    | 31.802  |
| 4.    | 5        | Aron Hannes      | Gold Digger M: Sveinn Rúnar Sigurðsson, Jóel Ísaksson, Oskar Nyman; T: Aron Hannes Emilsson, Tara Nabavi, Valgeir Magnússon                  | Englisch   | –                         | 14.848  | 16.090    | 30.938  |
| 5.    | 1        | Fókus hópurinn   | Battleline M: Sigurjón Örn Böðvarsson, Rósa Björg Ómarsdóttir, Michael James Down, Primoz Poglajen; T: Þórunn Erna Clausen, Jonas Gladnikoff | Englisch   | Gib niemals auf           | 12.859  | 13.091    | 25.950  |
| 6.    | 2        | Áttan            | Here For You M/T: Egill Ploder Ottósson, Nökkvi Fjalar Orrason                                                                               | Englisch   | Für dich da sein          | 03.360  | 10.637    | 13.997  |

 Kandidat hat sich für das Superfinale qualifiziert.

### Juryvoting
| 1 | Battleline   | 2.182 | 1.636 | 1.636 | 1.909 | 1.364 | 2.182 | 2.182 | 13.091 |
| 2 | Here For You | 1.636 | 1.364 | 1.364 | 1.364 | 1.636 | 1.364 | 1.909 | 10.637 |
| 3 | Our Choice   | 2.727 | 2.727 | 3.273 | 1.636 | 2.727 | 1.636 | 2.727 | 17.453 |
| 4 | Kúst og fæjó | 1.364 | 1.909 | 1.909 | 2.182 | 2.182 | 3.273 | 1.364 | 14.183 |
| 5 | Gold Digger  | 1.909 | 3.273 | 2.182 | 2.727 | 1.909 | 1.909 | 1.636 | 16.090 |
| 6 | Í stormi     | 3.273 | 2.182 | 2.727 | 3.273 | 3.273 | 2.727 | 3.273 | 20.183 |
| Jury-Punktesprecher |              |       |       |       |       |       |       |       |        |
| - – Robin Bengtsson - – Emmelie de Forest - – Joana Levieva-Saywer - – Aleksander Radić - – Svala Björgvinsdóttir - – Halldór Eldjárn - – Hulda G. Geirsdóttir |              |       |       |       |       |       |       |       |        |

### Superfinale
| 1. | Ari Ólafsson     | Our Choice M/T: Þórunn Erna Clausen                                                  | 44.919 | 53,23 % |
| 2. | Dagur Sigurðsson | Í stormi M: Júlí Heiðar Halldórsson; T: Júlí Heiðar Halldórsson, Þórunn Erna Clausen | 39.474 | 46,77 % |